# Trizogeniates montanus
Trizogeniates montanus är en skalbaggsart som beskrevs av Ohaus 1917. Trizogeniates montanus ingår i släktet Trizogeniates och familjen Rutelidae. Inga underarter finns listade i Catalogue of Life.